# Golßen

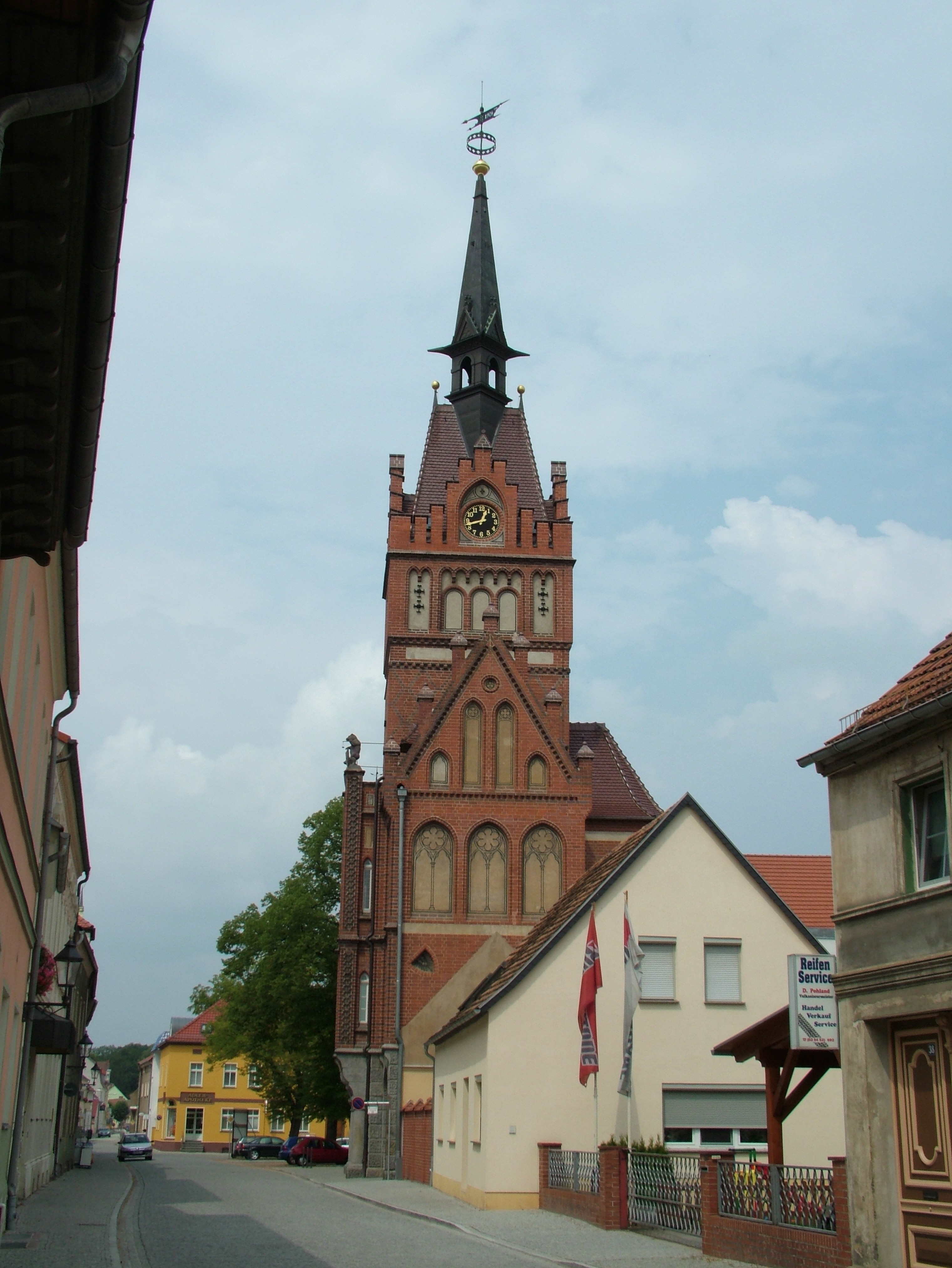

Golßen (dolnołuż. Gólišyn, pol. hist. Goliszyn) – miasto w Niemczech, w kraju związkowym Brandenburgia, w powiecie Dahme-Spreewald, siedziba urzędu Unterspreewald. Golßen leży nad rzeką Dahme, ok. 15 km na północ od Luckau. Do 31 grudnia 2012 siedziba urzędu Golßener Land.